# Манасиева летопис
Манасиевата летопис, или Манасиева хроника, е български средновековен писмен паметник, превод на Световната летопис на ромейския писател Константин Манасий.
Оригиналният текст е в мерена реч и се състои от 6733 стиха. Той обхваща събития от сътворението на света до началото на управлението на византийския император Алексий I Комнин (1081 – 1118). Хрониката е написана по желание на севастократорица Ирина, съпруга на севастократор Андроник Комнин, брат на император Мануил I Комнин.
Преводът е направен в немерена реч, в периода 1335 – 1345 г. по заповед на цар Иван Александър (1331 – 1371). Има 19 добавки, свързани с българската история. Запазени са 5 преписа.

## Известни преписи

### Московски препис
Московският препис е българска редакция и представлява най-старият запазен препис на летописа, съхранен в Сборника на поп Филип от 1345 г. Копието е било донесено от Хилендарския манастир Ватопед и предадено на патриарха Никон в 1665 г. от Йеромонаха Арсений (Суханов), във връзка с проектираната в Русия реформа на богослужебните книги през XVII в. Днес се намира в Държавния исторически музей в Москва.
Преписът се свързва с използването на символа „@“ при изписването на думата „Амин“.

### Ватикански препис
Ватиканският препис се състои от 206 пергаментови листа. Той е единственият илюстриран с оригинални миниатюри – 69 на брой с над 100 отделни сцени. От тях 18 миниатюри са посветени на събития от българската история, на българо-руските и българо-ромейски отношения. Останалите са заети от изгубения днес ромейски първообраз. Този препис се съхранява във Ватиканската библиотека. Първи сведения за него на български език публикува Марин Дринов в своя труд „Поглед върху произхождението на българския народ и началото на българската история“.

### Тулчански препис
Тулчанският препис е българска редакция от XVI-XVII век. Открит е в библиотеката на тулчанското читалище „Съгласие“ през 1895 г. от румънския лингвист и историк Йоан Богдан, който го изучава и факсимилира през 1917 г. Съхранява се в ръкописната сбирка на Румънската академия на науките в Букурещ.

### Хилендарски препис
Хилендарският препис от 1510 година е в сръбска редакция на среднобългарския език и се съхранява в Хилендарския манастир.

### Новгородски препис
Новгородският препис от XVII век също е в сръбска редакция на среднобългарския език. Днес се намира в Санкт Петербург.